# Jan Baptist Tassijns

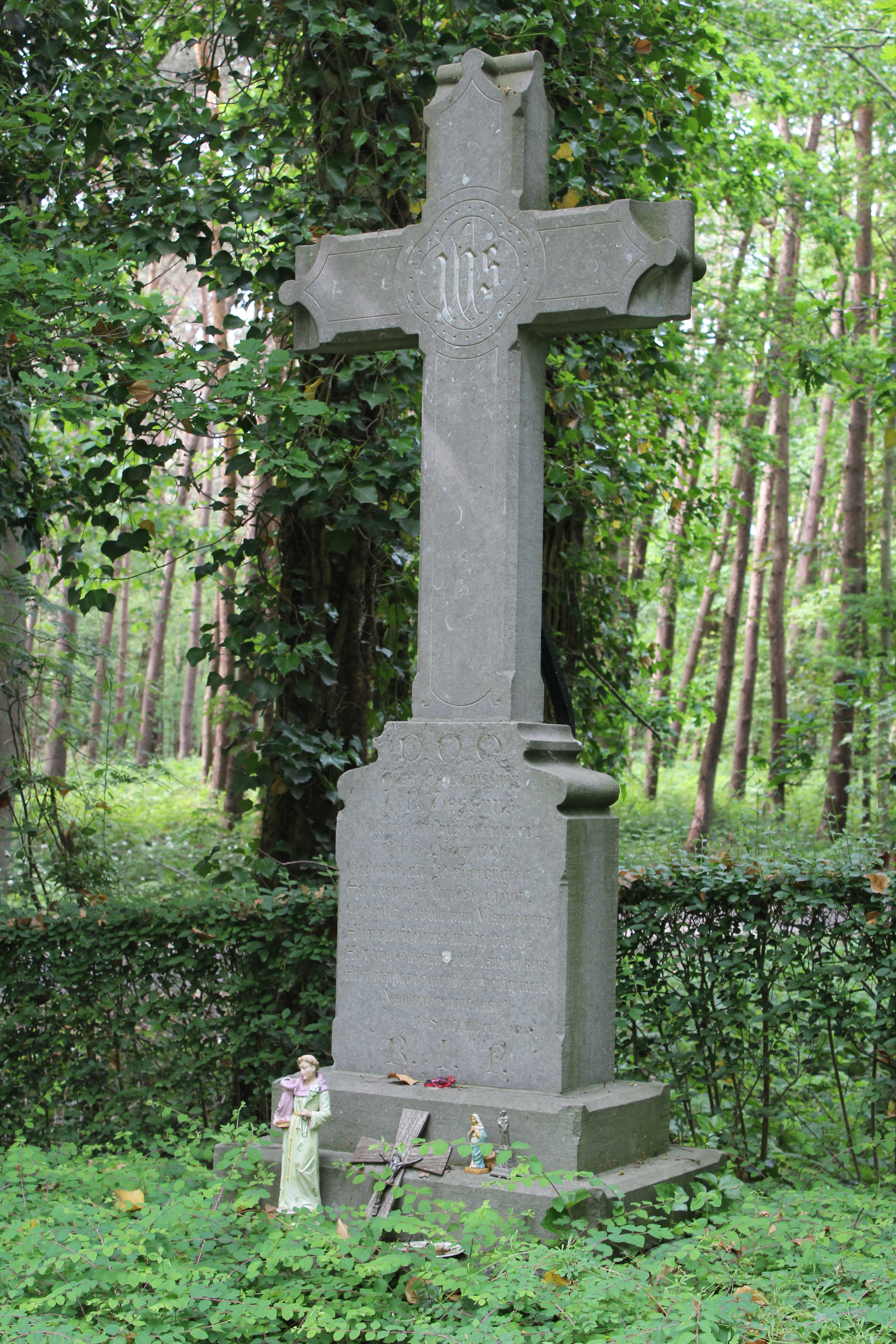
Het tassijnskruis in de bossen van Haasdonk

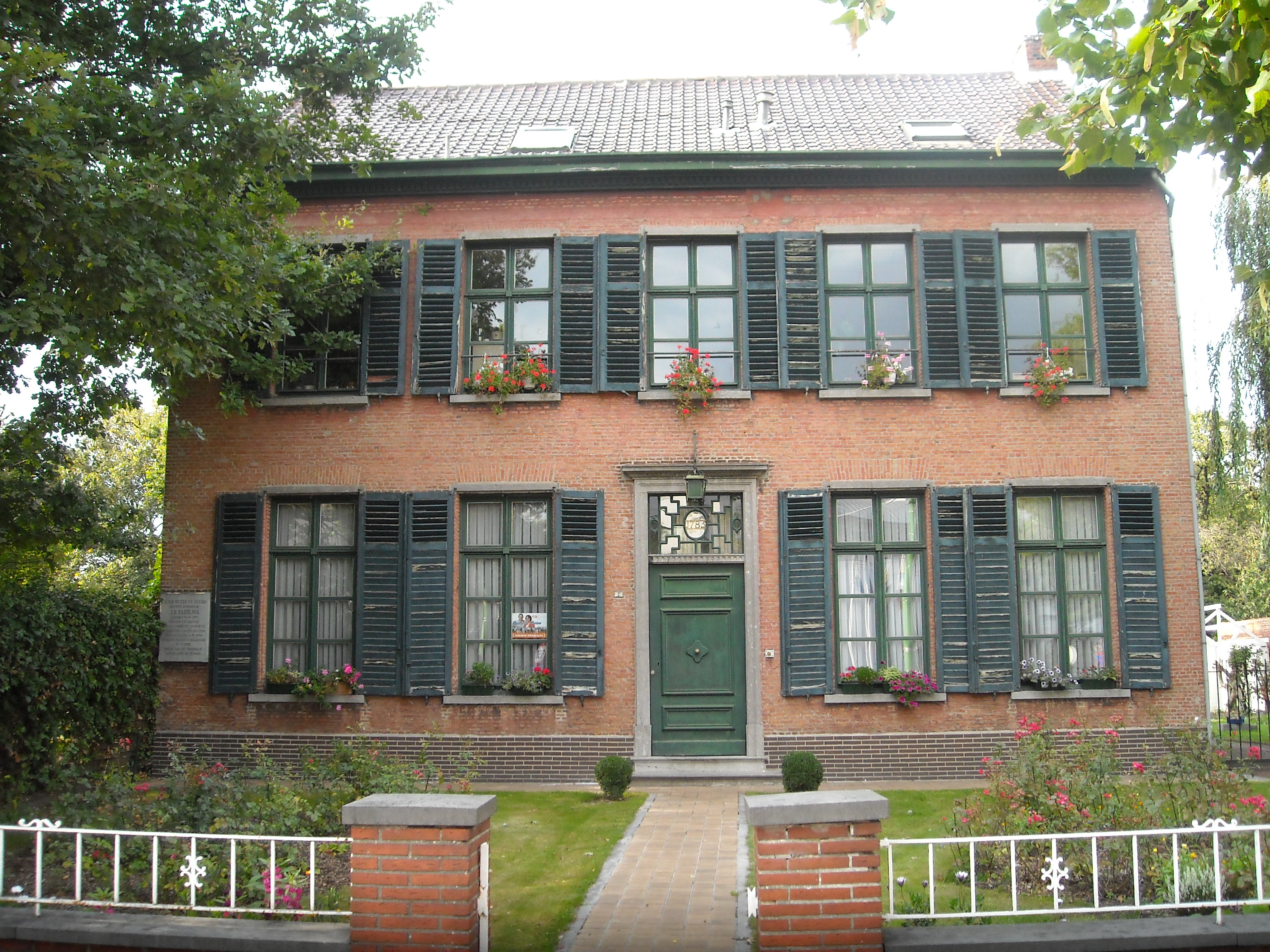
Het Herenhuis Tassijnshuis, voormalig woonhuis van Jan Baptist Tassijns

Jan Baptist Tassijns (Vlaams Hoofd, 9 september 1751 - Haasdonk, 5 maart 1799), geboren Joannes Baptista Tassijns, was een baljuw en meier van de heerlijkheden Zwijndrecht en Burcht en protagonist tijdens de Boerenkrijg.

## Biografie
Jan Baptist Tassijns, ook gekend als Jean Baptist Tassyns, was de zoon van Petrus, herbergier en later pachter van het veer op het Vlaams Hoofd, en Catharina Van den Bergh. Op 6 oktober 1776 huwde hij met Begga Van Kerschaver en op 20 januari 1789 met Elisabeth Van Gaveren. Na zijn studies rechten, in 1776, stelden zowel de heer van Zwijndrecht als de heer van Burcht hem aan als baljuw en meier van deze heerlijkheden. Men benoemde hem eveneens tot griffier van Zwijndrecht in 1780. Tassijns argumenteerde, vooral juridisch, tegen de Oostenrijkse politiek die leidde tot de Brabantse Omwenteling. Bij het verzet tegen de hervormingen van de Franse revolutionairen trad hij ook op als woordvoerder. Initieel lukte het hem sommige maatregelen van de Fransen te verijdelen of minstens te vertragen.

## Boerenkrijg
Na de Boerenkrijg was Tassijns genoodzaakt onder te duiken. De politiek commissaris van het kanton Haasdonk bood hem sterk tegenwerk. Tijdens een heimelijk thuisbezoek werd Tassijns gearresteerd en gevangengezet in het kanton. Op 5 maart 1799 schoot men hem neer in de bossen van Haasdonk. Volgens de politiek commissaris, Jan Benedikt De Kever, tijdens een vluchtpoging; de versie van pastoor Stepman van Haasdonk en het autopsieverslag vermeldden echter de feiten als: standrechtelijk geëxecuteerd.

## Erfgoed
In de bossen van Haasdonk staat een arduinen gedenkteken voor Tassijns met de tekst: 'D.O.M. Ter nagedachtenis van J.B. Tassijns alhier laffelijk vermoord den 5 Meert 1799. Gedenkt, gij die voorbijgaat en dien kruise groet, Gedenkt, o volk van Vlaandren: hier vloeide onschuldig bloed; hier viel Tassijns voor land en kerk, hier draagt de grond het heilig merk, van enen martelaar 18 september 1898. R.I.P."  Het gedenkteken is aangeduid als vastgesteld bouwkundig erfgoed sinds 14 september 2009.
Het lied O Kruise den Vlaming van Arthur Scheiris beschrijft in de laatste strofe het kruis van Haasdonk: 
O Kruise dat rijst aan de rand van het woud,

O Kruise van hardsteen met letters van goud,

Gij zijt met de Vlaming in 't graf neergedaald,

Gij rijst uit zijn graf nu, en zegepraalt.

O Kruis in het bloed onze helden geplant,

Bewaar steeds, en zegen ons Vlaanderland. 
Het woonhuis van Jan Baptist Tassijns, in de Polderstraat 2 te Zwijndrecht, is aangeduid als beschermd monument sinds 12 december 2012. Aan de voorgevel van dit Herenhuis Tassijnshuis bevindt zich een herdenkingsplaat voor hem en pastoor Michaël Cop met de tekst: 'Voor outer en heerd / Dit huis bewoonde J.-B. Tassijns, geboren / 9-9-1751, Baljuw en Griffier van Zwijndrecht / en Burcht, Voorzitter van het kanton. Hier / gevangen 2-3-1799. / Neergeschoten te Haasdonk / 5-3-1799 / Hulde van het dankbaar nageslacht / 10-7-1949'.